# ジョリ・ブラガ・サントス
ジョリ・ブラガ・サントス（Joly Braga Santos、1924年5月14日 - 1988年7月18日）はポルトガルのリスボンの作曲家。
リスボン出身。6つの交響曲を作曲した。初期の4曲は後期ロマン派の書式によっているが、1960年代以降に書かれた2曲は伝統的な書法を離れて半音階主義と民族音楽を積極的に採用したものであった。全体の様式は現代音楽よりも近代音楽に重みを置く。他に管弦楽曲「スタッカート・ブリランテ」、3つのオペラと4つの協奏曲（ヴィオラ、ヴァイオリンとチェロ、ピアノ、チェロのための）などがある。

## 文献
- Delgado, Alexandre, "A Sinfonia Em Portugal", ed.Caminho Da Musica. ISBN 972-21-1472-7.